# Pierre-Alexandre Renet
Pierre-Alexandre (Pela) Renet (Cherbourg, 2 oktober 1984) is een Frans voormalig motorcrosser.
Renet werd in 2007 tweede met het Franse team bij de Motorcross der Naties en in 2009 op een Suzuki kampioen in de MX3-klasse. Hij stapte bij KTM over op Enduro. In 2012 (op een Husaberg) en 2014 (op een Husqvarna) werd hij wereldkampioen Enduro. Hij nam deel aan de Dakar-rally 2017 (7e). In 2017 raakte hij ernstig gewond tijdens de Atacama Rally in Chili. Na een revalidatie van meer dan een half jaar beëindigde hij zijn carrière in mei 2017. In november 2018 werd Renet aangesteld als teammanager bij Husqvarna.